# Droga regionalna P01 (Ukraina)
Droga regionalna P01 (ukr. Автошлях Р 01) – droga znaczenia regionalnego na Ukrainie, łącząca południowe obrzeża Kijowa z drogą krajową N01 koło Obuchowa. Przebiega na terenie obwodu kijowskiego, będąc równocześnie przedłużeniem kijowskiej Szosy Stolicznej.